# Каваллотти, Феличе Карло Эмануэле
Феличе Карло Эмануэле Каваллотти (итал. Felice Carlo Emanuele Cavallotti; 6 ноября, 1842, Милан, Ломбардо-Венецианское королевство, Австрийская империя — 6 марта 1898, Рим, Королевство Италия) — итальянский поэт, драматург, журналист, публицист и парламентский деятель. Был одним из руководителей радикально-демократической партии «Крайне левая» и ревностным ирредентистом, членом Палаты депутатов.

## Биография
В 1860 году написал антигерманскую брошюру «Germania е Italia» и примкнул к волонтёрам Джузеппе Гарибальди, в составе которых воевал за независимость Италии до 1866 года. Позже столь же яростно нападал на национальное правительство, так же как и ранее — на австрийское. С 1867 года он стал редактировать «Il Gazzettino Rosa», писать антимонархические памфлеты в «Gazzetta di Milano» и описывать деяния Гарибальди в миланской «L’Unione» и неаполитанской «L’Indipendente», которую редактировал Александр Дюма-отец.

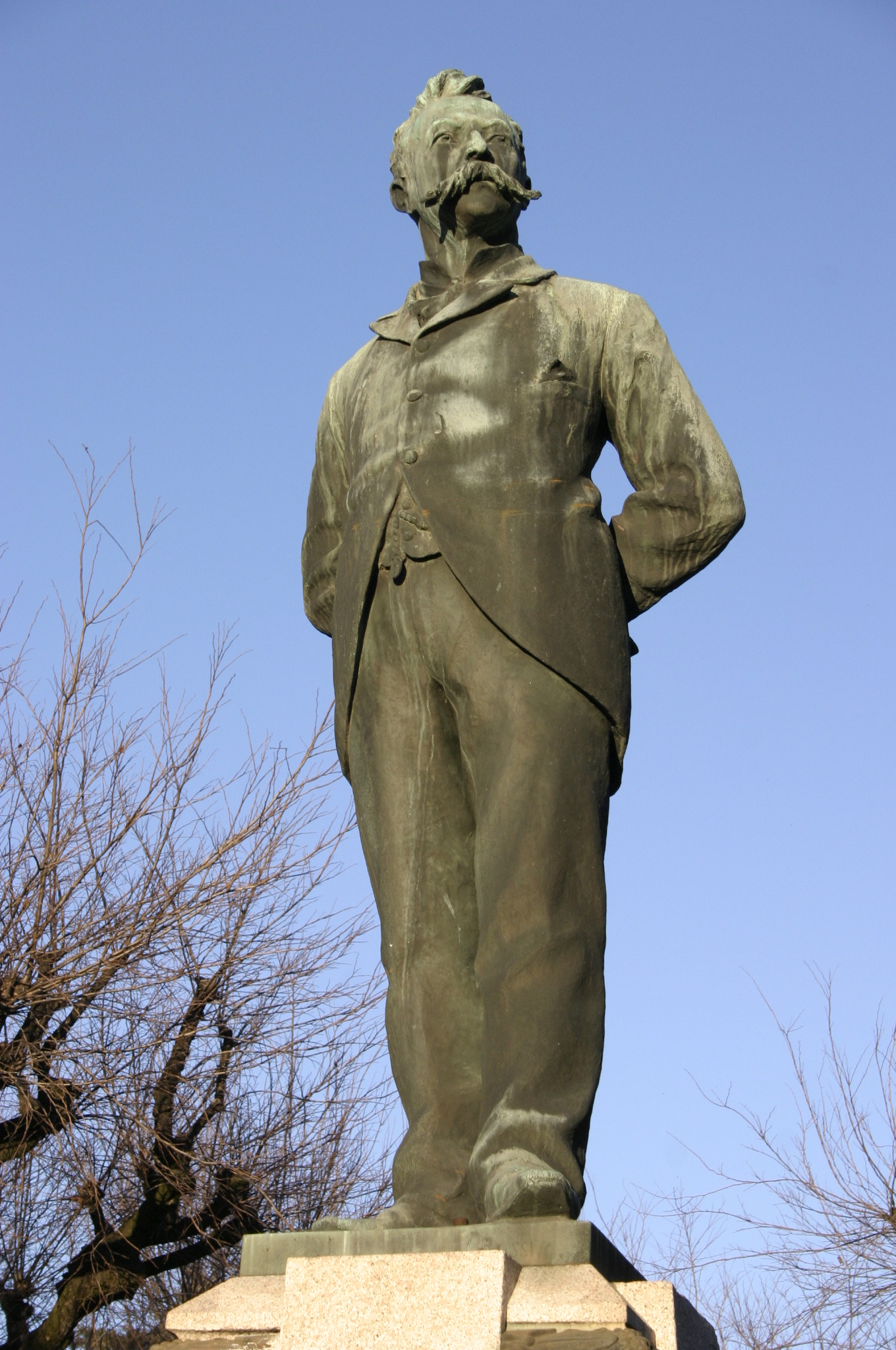
Памятник Каваллотти в Вербании

В 1873 году, избранный в парламент как депутат от Кортеолоны, часто вызывал бурные сцены; в 1879 году сложил полномочия, но уже в следующем году избран снова. После смерти Агостино Бертани в 1886 году возглавил крайне левую фракцию парламента, объединявшую радикальных республиканцев и первых социалистов. За 12 лет его руководства влияние «Крайне левой» в итальянской политике росло, в том числе благодаря его умелому лавированию и альянсам с политическими оппонентами.
В 1889 году выступил одним из авторов антиклерикальной инициативы установления статуи Джордано Бруно на месте его сожжения.
Многие из его драм имели большой успех: «I Pezzenti» (Мил., 1871), «Alcibiade» (1872), «Guido» (1873), «I Messenii» (1874), «La figlia di Jefte». Его «Poesie» вышли во многих изданиях. Полное собрание сочинений «Opere» — Милан, 1881—1885.
За свою жизнь участвовал в 33 дуэлях. На одной из них, имевшей политический характер, и был убит в 1898 году. Его застрелил граф Феруччо Макола, редактор одной из консервативных газет.

## Источник
- Каваллотти, Феличе Карло Эмануэле // Энциклопедический словарь Брокгауза и Ефрона : в 86 т. (82 т. и 4 доп.). — СПб., 1890—1907.